# Asplenium stoloniferum
Asplenium stoloniferum là một loài thực vật có mạch trong họ Aspleniaceae. Loài này được Bory miêu tả khoa học đầu tiên năm 1804.